# Маньчжурська кухня

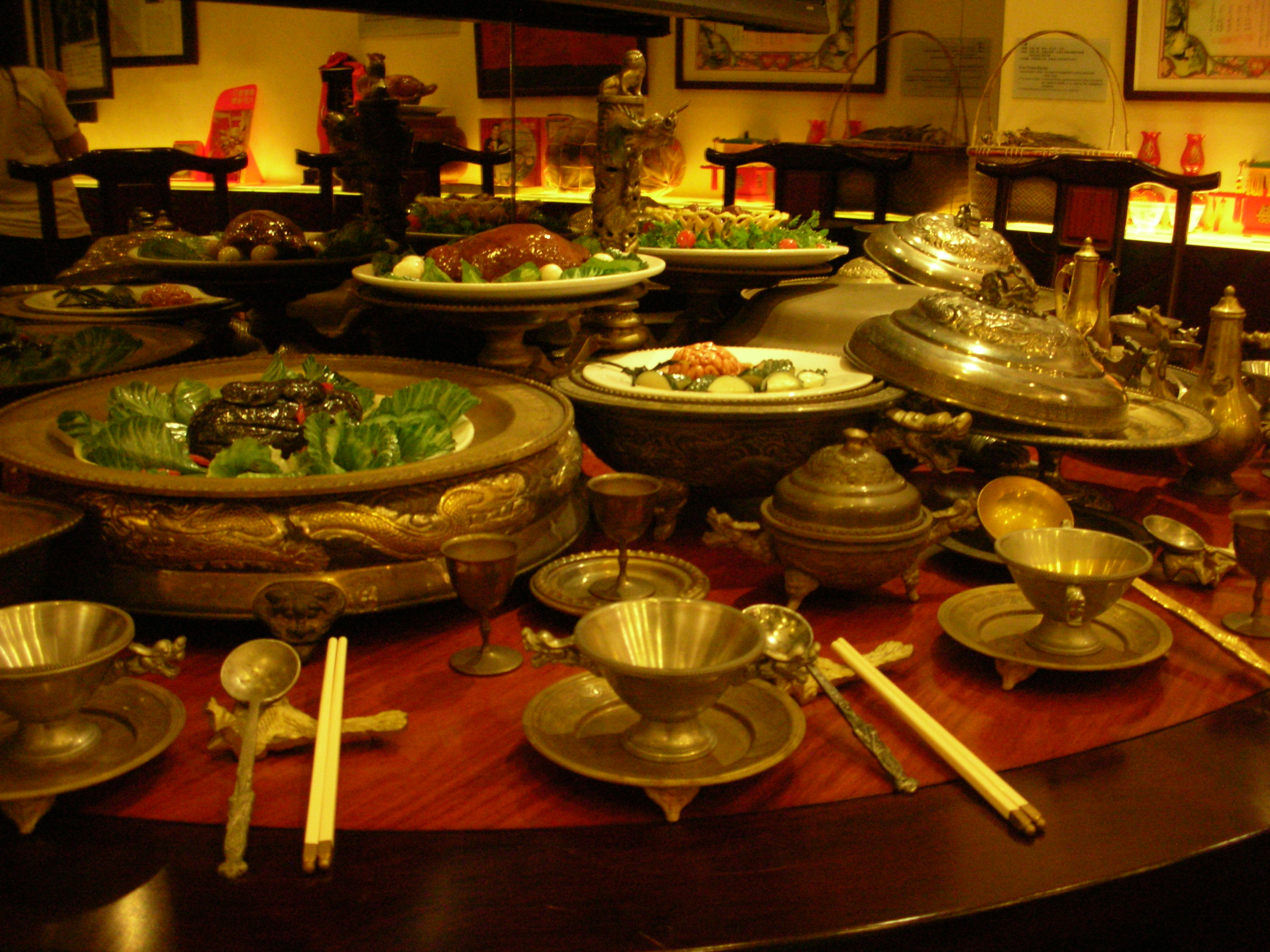
Імператорський бенкет маньчжурського хана

Маньчжурська кухня — кухня історичного регіону Маньчжурія, який наразі охоплює в основному Північно-Східний Китай та Приамур'я. Вона використовує такі продукти, як пшоно, просо, соєві боби, горох, кукурудзу та сорго. Сильно залежить від консервованих продуктів (квашених, маринованих) через суворі зими та спекотне літо на північному сході Китаю. Маньчжурська кухня також відома грилем, вживанням м'яса диких тварин, сильними ароматизаторами, приправами, та широким використанням соєвого соусу. У маньчжурській кухні більше пшениці, ніж в ханській кухні.

## Історія
Предками маньчжурів були народи чжурчжені та мохе. Мохе любили їсти свинину, широко практикували свинарство, вели в основному осілий спосіб життя, використовували шкури свиней та собак для шуб. В основному це були селяни, які вирощували сою, пшеницю, просо та рис на додаток до полювання.
На відміну від мохе, чжурчжені виховували повагу до собак з часів імперії Мін і передали цю традицію своїм нащадкам маньчжурам. У культурі чжурчженів було заборонено використовувати собачу шкуру і шкодити собакам, вбивати їх або їсти їхнє м'ясо. Чжурчжені також вважали, що використання корейцями собачої шкіри було «найбільшим злом». Вживання корейцями собачого м'яса відрізняло їх від маньчжурів.
Грандіозний імператорський бенкет, проведений за часів імперії Цін в Китаї (1644—1911), включав в себе багато відомих страв маньчжурської кухні. Там об'єдналися кращі страви кухні маньчжурів, ханців, монголів, хуей та тибетців. Він включав 108 страв (з яких 54 — північні і 54 — південні), які їли протягом трьох днів. Бенкети маньчжурського палацу були розділені на шість рангів. Перший, другий та третій готувалися для померлих предків імператора. Їжа четвертого рангу подавалася імператорській сім'ї під час місячного Нового року та інших фестивалів. П'ятий та шостий подавалися в усіх інших випадках.

## Відомі страви маньчжурської кухні
Типові маньчжурські страви включають:
- Мариновані овочі.
- Маньчжурський хого — традиційна страва, приготована з маринованої китайської капусти, свинини та баранини.
- Варена свинина з кров'яною ковбасою (кит. трад. 白肉 血腸, спр. 白肉 血肠, піньїнь: 白肉 血腸, акад. báiròu xuěcháng) — суп зі свинини з кров'яною ковбасою та маринованою китайською капустою.
- Суцзие доубао (кит. трад. 蘇 子葉 豆包, спр. 苏 子叶 豆包) — парова булочка, фарширована підсолодженим пюре з квасолі і загорнута листям буролистки (японський базилік, японський чебрець)[5].
- Сачима [en] — популярний десерт з обсмажених у фритюрі шматочків тіста, схожий на татарський чак-чак.

Інші поширені страви: суаньцай байжоу (кислі овочі з вареним м'ясом), кислий суп з ферментованим кукурудзяним борошном суань танцзи (кит. трад. 酸湯 子, спр. 酸汤 子),  дісаньсянь (смажені баклажани, картопля та зелений перець), маньчжурська ковбаса, лудагунь (солодкий рол, тістечко, приготовлене на пару з бобового борошна або рису) і нюйшебін (кит. трад. 牛舌 餅, спр. 牛舌 饼, тип пирога).